# College Station
College Station är en stad i Brazos County i Texas. Staden ligger i den delen av Texas med flest invånare, nära tre av de tio största städerna i USA - Houston, Dallas och San Antonio. Vid 2020 års folkräkning hade College Station 120 511 invånare. 